# شهرستان خیزی
خیزی (به لاتین: Xızı) نام بخشی است در شمال شرق جمهوری آذربایجان و در ساحل غربی دریای کاسپین. خیزی یکی از مناطقی است که بومیان آن را گروه زیادی از تات‌ ها تشکیل می‌دهند.و خود را پارسی میدانند.
خیزی یکی از مناطقی است که بومیان آن را گروه زیادی از تات‌ها تشکیل می‌دهند. تات‌های جمهوری آذربایجان، به احتمال زیاد از زمان ساسانیان در شبه‌جزیره آب‌شوران و دیگر مناطق جمهوری آذربایجان کنونی سکونت داده شده‌اند و به زبان تاتی سخن می‌گویند. در سرشماری‌های جمهوری آذربایجان تات‌ها را جزو قومیت آذربایجانی به شمار می‌آورند.